# Миланка Благоевич
Миланка Благоевич (на сръбски: Миланка Благојевић) е босненска сръбска поетеса и писателка на произведения в жанра социална драма и лирика.

## Биография и творчество
Миланка Благоевич е родена през 1982 г. в Баня Лука, Босна и Херцеговина, СФРЮ. Следва сръбска филология във Филологическия факултет на университета на Баня Лука Баня Лука, катедра „Сръбски език и литература“.
Пише разкази, които е публикува в няколко съвместни сборника на млади автори, литературни списания и интернет портали.
Първата ѝ книга, сборникът с разкази „Патки мандарини“ (Мандаринске патке), е издадена през 2018 г. с подкрепата на Министерството на образованието и културата на Република Сръбска. Разказите са с различни теми за съществени, ежедневни неща като любов, приятелство, преходността на живота, старостта, самотата и др. Разказвачите са мъже и жени, както по-възрастни и по-млади, както и един портокал в разказа „Обикновеният живот на един обикновен портокал“. Книгата получава наградата „Чучакова книга“ (на името на писателя Бранко Чучак) за най-добра първа книга от Националната библиотека „Бранко Чучак“ с рецензент Таня Ступар Трифунович.
През 2020 г. е издаден вторият ѝ сборник „Блуждаещ нерв и други разкази“ (Nervus vagus и друге приче).
През 2023 г. е издадена стихосбирката ѝ „Баща ми умира в поезията“. Стиховете в представят честен и трогателен портрет на загубата, както и това, което дава силата да бъде преживяна – спомените или малките радости от ежедневието.
Миланка Благоевич има три деца със съпругата си Владимир: Андрия, Арсен и Альоша. Живее със семейството си в Баня Лука, Република Сръбска.

## Произведения

### Сборници
- Мандаринске патке (2018) – разкази, награда „Чучакова книга“[4]
- Nervus vagus и друге приче (2020) – разкази[4]
- Мој отац умире у поезији (2023) – поезия